# Les Essards (Charente-Maritime)
Les Essards is een gemeente in het Franse departement Charente-Maritime (regio Nouvelle-Aquitaine) en telt 484 inwoners (1999). De plaats maakt deel uit van het arrondissement Saintes.

## Geografie
De oppervlakte van Les Essards bedraagt 9,7 km², de bevolkingsdichtheid is 49,9 inwoners per km².
De onderstaande kaart toont de ligging van Les Essards (Charente-Maritime) met de belangrijkste infrastructuur en aangrenzende gemeenten.

## Demografie
Onderstaande figuur toont het verloop van het inwonertal (bron: INSEE-tellingen).